# 佐藤莎莎拉
佐藤莎莎拉（暂译）（さとうささら）是用于支持CeVIO项目的虚构人物，由CeVIO项目中负责公共关系的日本音像公司Frontier Works制作。莎莎拉是出身自东京的16岁少女。莎莎拉的语音库是由Cevio项目中负责技术开发的日本软件公司Techno-Speech根据日本声优水濑祈录制的语音样本开发。

## 人物简介
莎莎拉的人物外观是由日本插画师斋藤将嗣创作，莎莎拉有着棕色的头发和粉色的发梢，在右侧扎着马尾；有着棕色的瞳孔，身穿白色的连衣裙。此外，Cevio最初并未公开配音员的身份，直到在2015年9月6日，日本声优水濑祈在当日播出的广播节目《我们仍未知道那天所收听的广播的名字。》（暂译）中自行公开。以下是佐藤莎莎拉的人物设定：
- 身高：离160cm还差一点
- 年龄：16岁（自称）
- 生日：1月22日
- 出身地：东京
- 最喜欢的食物：文字烧

「非常普通的女孩，一打开显示器就能见面，性格开朗积极，但做事总会毛手毛脚。」

## 宣传和发行
佐藤莎莎拉最先登场于Cevio公布的第一个项目「Cevio Vision」，此项目是运用了由Techno-Speech结合三维动画软件MikuMikuDance开发的语音交互技术MMDAgent；2013年1月22日，参与Cevio的日本广告公司V-Sync（ブイシンク）在日本Animate秋叶原店入口侧边安装了数字标牌，屏幕显现莎莎拉等身大小的三维模型，她會通过合成的声音来介绍商品信息，並且会回應客人通過屏幕前的麥克風说出的问题，还會依據内容做出喜怒哀樂的表情。同年4月5日，Cevio公布莎莎拉的人物设定，并且在東京電視台当日播出的音乐节目《超流派》中，莎莎拉担任两年的谈话环节主持人。
Cevio公布的第二个项目是「Cevio Creative Studio」（简称Cevio CS），这是同时具备文本转语音（Cevio作Talk Voice）和歌声合成（Cevio作Song Voice）两种功能的软件，Talk Voice功能是根据基于隐马尔可夫模型开发的语音合成系统Open JTalk开发，Song Voice功能是根据同样是基于隐马尔可夫模型开发的歌声合成系统Sinsy开发；在2013年4月26日发布了下载仅具备Talk Voice功能的限制功能的免费版Cevio CS Free。其中内置了莎莎拉的Talk Voice语音库。同年6月14日，Cevio在Cevio CS Free的更新中添入了歌声合成功能。最终，Frontier Works在同年9月26日发行DVD规格的《Cevio CS》，内置的语音库增加了Suzuki Tsudumi（すずきつづみ）和Takahashi（タカハシ）的两款Talk Voice语音库。2015年9月18日，莎莎拉的Talk Voice语音库和Song Voice语音库单独以数字下载的规格发行。
2018月12月14日，Techno-Speech公布了基于深度学习网络开发的人工智能语音合成系统。2019年4月28日，日本新闻网站DTM Stantion发行单曲《Sing Truly》，其中的歌声是使用了运用新系统开发的莎莎拉和IA的歌唱语音库合成。2021年1月27日，Cevio发行根据新系统开发的软件Cevio AI Talk Editor和Cevio AI Song Editor。同年8月5日，Cevio发行莎莎拉的Talk Voice和Song Voice语音库产品《Cevio AI佐藤莎莎拉Talk Voice》和《（略）Song Voice》，仅有数字下载的规格。

## 软件
| 年份       | 产品                             | 语音库                                                          | 语言       | 引擎       | 平台                 | 操作系统   |
| 文本转语音 | 文本转语音                       | 文本转语音                                                      | 文本转语音 | 文本转语音 | 文本转语音           | 文本转语音 |
| ---------- | -------------------------------- | --------------------------------------------------------------- | ---------- | ---------- | -------------------- | ---------- |
| 2013年     | 《Cevio Creative Studio》        | - 佐藤莎莎拉 - 感情表現：活力（元気）／普通（普通）／愤怒（怒り）／悲伤（悲しみ） | 日语       | Cevio CS   | Cevio CS Talk Editor | Windows    |
| 2021年     | 《Cevio AI佐藤莎莎拉Talk Voice》 | - 佐藤莎莎拉 - 感情表現：同上                                   | 日语       | Cevio AI   | Cevio AI Talk Editor | Windows    |
| 歌声合成   |                                  |                                                                 |            |            |                      |            |
| 2013年     | 《Cevio Creative Studio》        | - 佐藤莎莎拉                                                    | 日语       | Cevio CS   | Cevio CS Song Editor | Windows    |
| 2021年     | 《Cevio AI佐藤莎莎拉Song Voice》 | - 佐藤莎莎拉                                                    | 日语       | Cevio AI   | Cevio AI Song Editor | Windows    |